# Diploderma danbaense
Diploderma danbaense — вид ігуаноподібних ящірок родини агамових (Agamidae). Ендемік Китаю. Описаний у 2023 році.

## Поширення і екологія
Diploderma danbaense відомі з типової місцевості, розташованої в повіті Даньба у Гарцзе-Тибетській автономній префектурі в провінції Сичуань, на висоті 2020 м над рівнем моря. Вони живуть в сухих долинах у верхів'ях річки Дадухе, серед каміння.